# NGC 39

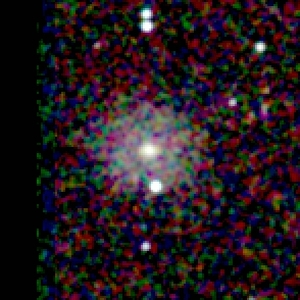
NGC 39 par 2MASS (proche-infrarouge)

NGC 39 est une galaxie spirale située dans la constellation d'Andromède. NGC 39 a été découverte par l'astronome germano-britannique William Herschel en 1790.

## Caractéristiques
Sa vitesse par rapport au fond diffus cosmologique est de 4 529 ± 25 km/s, ce qui correspond à une distance de Hubble de 66,8 ± 4,7 Mpc (∼218 millions d'al).
La classe de luminosité de NGC 39 est III et elle présente une large raie HI.

## Groupe de NGC 43
NGC 39 ainsi que les galaxies NGC 43 et CGCG 0011.3+3037 (UGC 130) forment le groupe de NGC 43.